# 堅彌地城臨時遊樂場

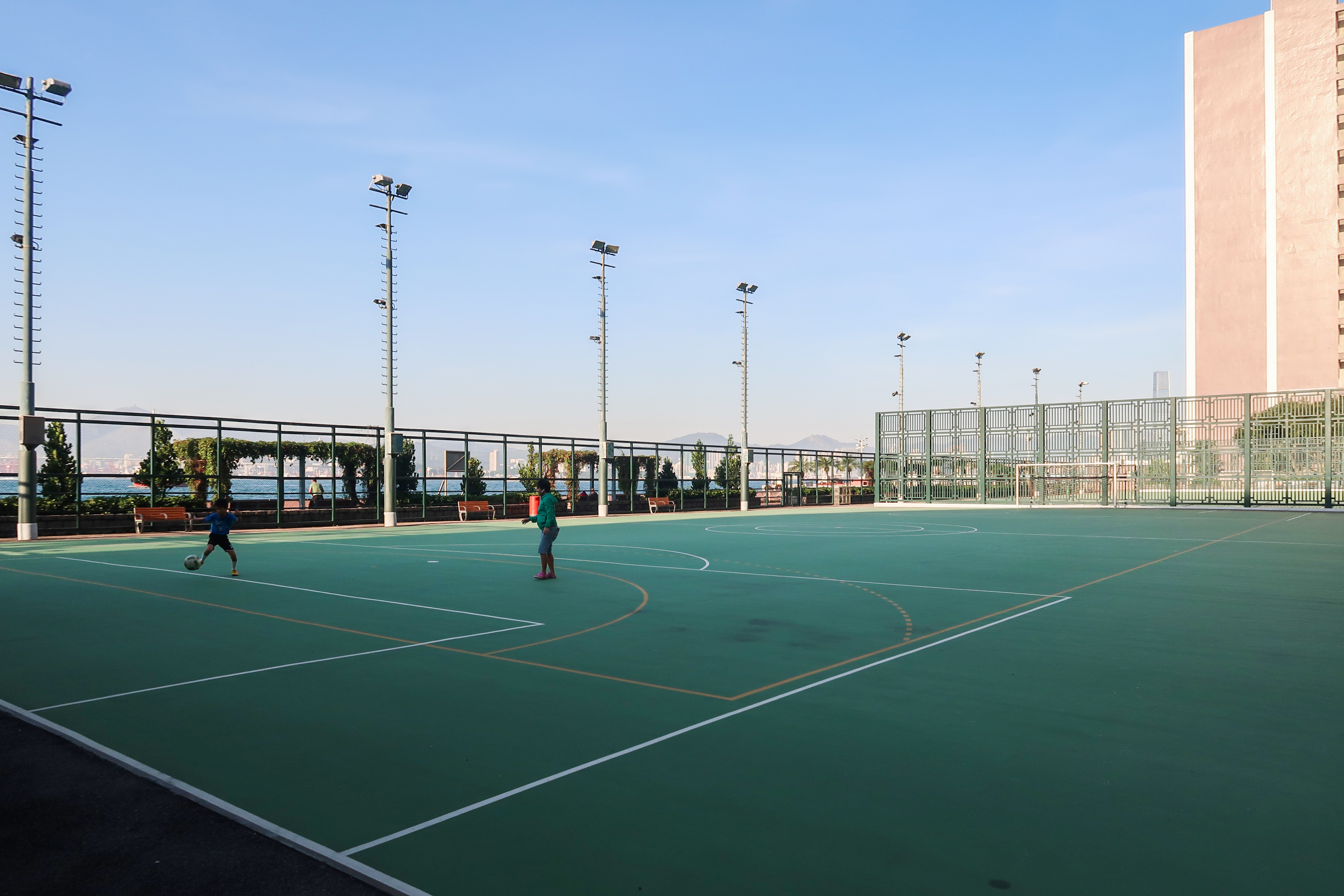
足球場

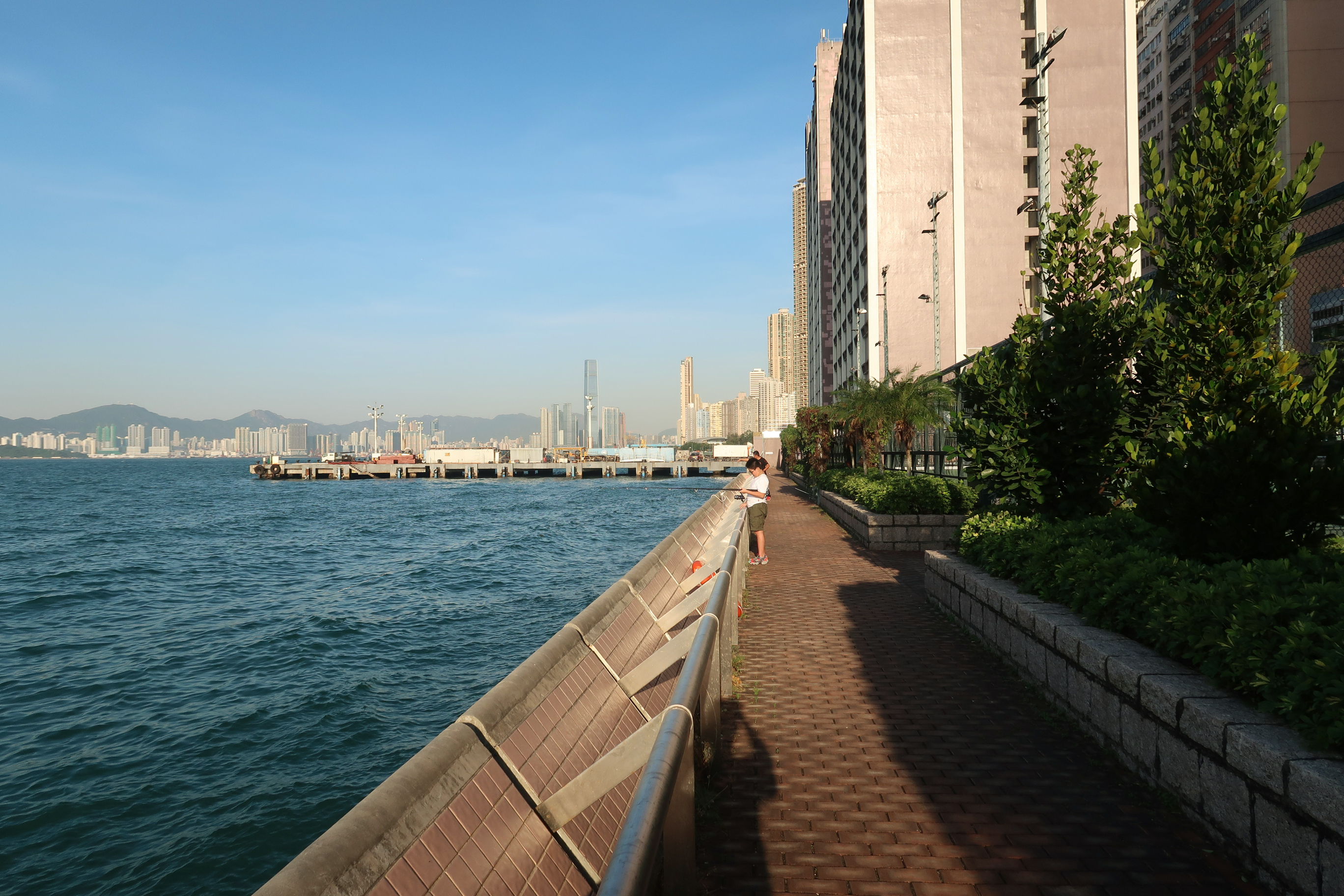
海濱長廊

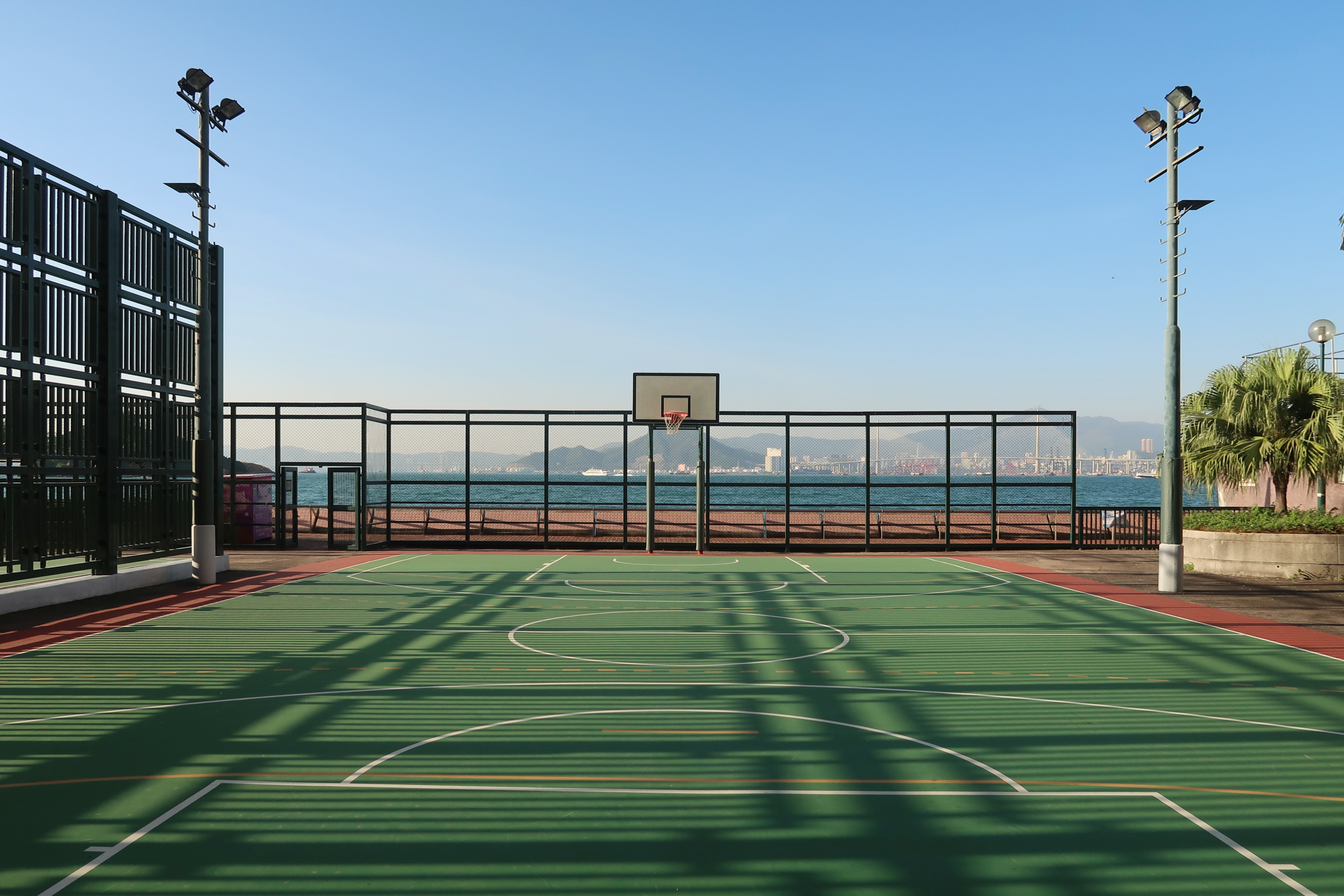
籃球場

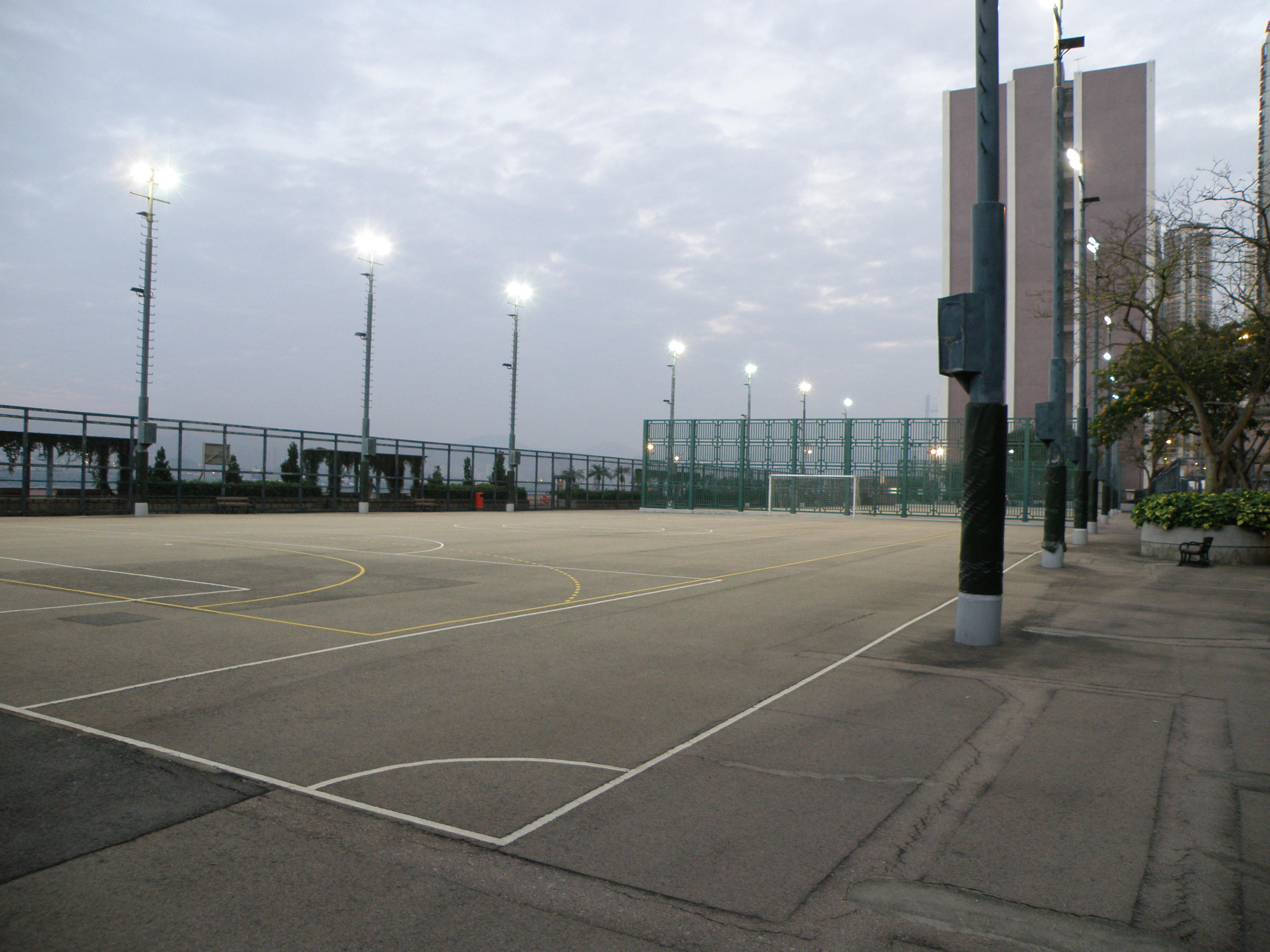
翻新前的足球場（2014年）

堅彌地城臨時遊樂場（英語：Kennedy Town Temporary Recreation Ground）位於香港中西區堅尼地城西寧街，前身是「金銀貿易場游泳棚」和「鐘聲游泳棚」，於填海後用作「沙倉」存放建築用的海沙，於沉降完成後在1976年闢作堅彌地城臨時遊樂場至今，所以亦常稱為「沙倉球場」。由於位處西寧街，亦有稱為「西寧街遊樂場」。
在硬地小型足球場旁置有堅尼地城界石，是維多利亞城最西邊的標記。

## 設施
設有兩個硬地小型足球場和1個籃球場。其籃球場是全香港200多個24小時開放的室外籃球場之一。

## 活動
堅彌地城臨時遊樂場亦是「西環盂蘭勝會」每年舉行的場地。
鐘聲慈善社與中西區10多個政府部門及團體合辦「新春摩星嶺歡樂行2012」，假堅彌地城臨時遊樂場舉行起步禮；中西區區議會轄下的堅尼地城及石塘咀分區委員將在堅彌地城臨時遊樂場舉行「新春摩星嶺歡樂行2013」。

## 發展
中西區區議會在2008年及2009年的會議中，討論中西區的海濱發展，作為港島北海濱長廊的一部分，設立工作小組跟進興建「中西區海濱長廊計劃」，並於2010年通過由區議會轄下美化和優化中西區海濱工作小組就如何興建連貫的中西區海濱長廊舉辦「西區海濱長廊規劃比賽」，規劃範圍由西區副食品批發市場開始，西至西寧街堅彌地城臨時遊樂場。
香港政府於2011年修訂「堅尼地城及摩星嶺分區計劃大綱草圖」，將包括堅彌地城臨時遊樂場在內的5幅地皮改劃為「未決定用途」 ，堅彌地城臨時遊樂場原本規劃為「其他指定用途」註明「貨物裝卸區」、「政府、機構或社區」及「工業」地帶。城規會接獲638份意見，當中民建聯建議將位置近海的臨時遊樂場地盤改劃為「其他指定用途」，註明「與海旁有關的商業、文化及休憩用途」；西區被逼遷租客大會及社區大使隊城市規劃行動組要求保留臨時遊樂場。

## 外部連結
- 康文署：市區康樂場地